# Uhuru Kenyatta
Uhuru Muigai Kenyatta (Nairobi, 26 de octubre de 1961) es un político y empresario keniano que se desempeñó como el cuarto presidente de Kenia entre 2013 y 2022 y es el máximo dirigente del partido político Unión Nacional Africana de Kenia (KANU o "Kenya African National Union"), el antiguo partido único de Kenia. 
Daniel arap Moi había elegido a Kenyatta como su sucesor preferido. Sin embargo, fue derrotado por el entonces líder de la oposición Mwai Kibaki en las elecciones de 2002, y Kibaki prestó juramento como presidente. Kenyatta fue miembro del Parlamento por Gatundu Sur de 2002 a 2013. Actualmente es miembro y líder del Partido del Jubileo de Kenia, cuya popularidad ha disminuido desde entonces. Kenyatta fue anteriormente miembro de la Unión Nacional Africana de Kenia (KANU), un partido político que había llevado a Kenia a la independencia en 1963. Renunció a KANU en 2012 y se unió a la Alianza Nacional (TNA), uno de los partidos aliados que hizo campaña por su victoria electoral durante las elecciones de 2013. Más tarde se fusionó con el Partido Republicano Unido (URP) liderado por William Ruto para formar el Partido del Jubileo. 
Kenyatta fue reelegido para un segundo y último mandato en las elecciones generales de agosto de 2017, ganando el 54% del voto popular.  La victoria fue declarada formalmente en la televisión nacional por el presidente de la Comisión Electoral Independiente y de Límites (IEBC), Wafula Chebukati. Sin embargo, la elección de Uhuru fue impugnada en la Corte Suprema de Kenia por su principal competidor, Raila Odinga. El 1 de septiembre de 2017, el tribunal declaró inválidas las elecciones y ordenó que se celebraran nuevas elecciones presidenciales en un plazo de 60 días a partir del día de la sentencia.  El 26 de octubre se celebraron nuevas elecciones presidenciales, que ganó, con un 39,03% de participación electoral.

## Primeros años
Kenyatta es hijo de Ngina Muhoho y Jomo Kenyatta, primer presidente tras la independencia de Kenia, que gobernó desde 1964 hasta su muerte en 1978. Su religión es el cristianismo católico.
El nombre "Uhuru" significa "libertad" en suahelí.

## Vida política
Elegido por el segundo presidente de Kenia Daniel arap Moi para ser su sucesor al frente de la KANU en las elecciones presidenciales del 27 de diciembre de 2002, Kenyatta sufrió una fuerte derrota frente a la coalición de partidos de la oposición encabezada por el presidente de Kenia Mwai Kibaki.
A pesar de que la KANU había mantenido el poder en los 39 años transcurridos desde la independencia, sólo obtuvo el 31% de los sufragios frente al 62% para Kibaki. Algunos analistas apuntaron a su proximidad al presidente saliente Moi como una causa de su derrota. En enero de 2005, Uhuru Kenyatta derrotó a Nicholas Biwott en la campaña para presidir la KANU, consiguiendo 2.980 votos entre los delegados del partido frente a 622 votos favorables a Biwott, con lo que consolidó su posición como presidente de la KANU. La elección de Uhuru fue impugnada en la Corte Suprema de Kenia por su principal competidor, Raila Odinga El 1 de septiembre de 2017, el tribunal declaró inválida la elección y ordenó que se celebraran nuevas elecciones presidenciales en un plazo de 60 días a partir del día del fallo. El 26 de octubre se celebró una nueva elección presidencial empañada por debuncia de fraude masivo, que ganó  con una participación electoral del 39,03%.
Fue ministro de Finanzas del 2009 al 2012. 
El 26 de marzo de 2013, sucede al expresidente Mwai Kibaki, iniciando su mandato como el cuarto presidente de Kenia.

### Cargos de la Corte Penal Internacional
En enero de 2012 los jueces Ekaterina Trendafilova, Hans-Peter Kaul y Cuno Tarfusser de la Corte Penal Internacional toman la decisión histórica de llevar a juicio al presidente Uhuru Kenyatta, su segundo William Ruto, al anterior jefe del Servicio Civil Francis Muthaura y al periodista Joshua Cantó. Uhuru Kenyatta es acusado de crímenes de lesa humanidad y se convierte en el primer gobernante africano en comparecer ante la Corte Penal Internacional. La Cumbre de la Unión Africana ha aprobado el 31 de enero de este año la propuesta del Presidente keniano, Uhuru Kenyatta, de diseñar una hoja de ruta para la salida de todos sus miembros del Estatuto de Roma, el documento constitutivo del Tribunal Penal Internacional.
"Rechazamos ir a remolque de un vehículo que se ha desviado del camino en detrimento de nuestra soberanía, seguridad y dignidad como africanos", dijo Kenyatta, en esa oportunidad.
Por su parte el primer ministro de Etiopía y presidente de la Unión Africana afirmó que “El proceso que la Corte Penal Internacional está llevando a cabo en África tiene un fallo. El objetivo de esta Corte era evitar la impunidad de la mala gobernanza y de los crímenes pero ahora su trabajo ha degenerado en una especie de caza racial”, acusó.

## Presidencia (2013-2022)
Su Gobierno y el de Donald Trump han iniciado conversaciones para firmar un acuerdo de libre comercio.
En octubre de 2021, fue citado en el escándalo de los papeles de Pandora. Él y seis miembros de su familia, entre ellos su madre, un hermano y dos hermanas, tienen al menos 30 millones de dólares en varias empresas offshore. También posee una fundación secreta en Panamá, con más de 30 millones de dólares.
El 14 de octubre de 2021 se convirtió en el primer jefe de Estado africano en ser invitado a la Casa Blanca por un presidente demócrata, Joe Biden. Varios de sus ministros, funcionarios y miembros de su partido fueron arestados por casos de corrupción el 11 de agosto de 2018, Mohammed Abdalla Swazuri, presidente de la Comisión Nacional de Tierras, y Atanas Kariuki Maina, director gerente de la Corporación de Ferrocarriles de Kenia fue arrestado junto con otros 18 funcionarios, relacionados con la asignación de tierras para el buque insignia de Nairobi, de 3.000 millones de dólares de la empresa Ferroviaria de Mombasa.
En 2021, la sequía vuelve a pasar factura. Según la ONU, más de 465.000 niños menores de cinco años están desnutridos. La inseguridad alimentaria afecta a más de 2,5 millones de personas en el país. Uhuru Kenyatta habla de un "desastre nacional". Sin embargo, se le critica la lentitud de la respuesta humanitaria y la falta de planificación.
La chabola de Mukuru Kwa Njenga, en Nairobi, fue arrasada en octubre de 2021 para dar paso a la ampliación de una carretera, dejando a 40.000 personas sin hogar durante la noche y sin oferta de alojamiento alternativo.